# أندرياس روديغر
أندرياس روديغر (بالألمانية: Andreas Rüdiger)‏ هو فيزيائي وفيلسوف ألماني، ولد في 1 نوفمبر 1673 في روخليتس في ألمانيا، وتوفي في 6 يونيو 1731 في لايبزيغ في ألمانيا.